# Ridgemark (Kalifornija)
Ridgemark je naseljeno područje za statističke svrhe u američkoj saveznoj državi Kalifornija. Prema popisu stanovništva iz 2010. u njemu je živjelo 3.016 stanovnika.